# Kobbarna, Hangö
Kobbarna är en ö i Finland. Den ligger i Skärgårdshavet eller Finska viken och i kommunen Hangö i den ekonomiska regionen  Raseborg i landskapet Nyland, i den sydvästra delen av landet. Ön ligger omkring 100 kilometer väster om Helsingfors.
Öns area är 0,7 hektar och dess största längd är 260 meter i sydöst-nordvästlig riktning.